# Церковь Святого Вильгельма (Страсбург)
Церковь Святого Вильгельма в Страсбурге (фр. Église Saint-Guillaume de Strasbourg, нем. Wilhelmskirche Straßburg) — протестантская церковь, расположенная на реке Иль в городе Страсбург (Эльзас, Гранд-Эст); готическое здание храма было возведено в 1307 году как монастырская церковь для монастыря ордена Вильгельмитов; башня-колокольня на главным входом была добавлена в 1667 году; является историческим памятником.

## История и описание
Рыцарь Генрих фон Мюльнхайм, который происходил из аристократической семьи города Страсбург, в 1270 году последовал за Людовиком IX в седьмой крестовый поход в Северную Африке. В ходе тяжёлого похода, Генрих поклялся, что, если снова увидит родной город Страсбург, то построит в нём церковь; он стал основателем храма в 1300 году. В 1307 году было завершено строительство монастырской церкви для монастыря, относившего к ордену Вильгельмитов (еремитов Святого Вильгельма). В период с 1693 по 1697 год в храме служил органистом и пастором композитор из Димерингена Иоганн Георг Кяйфлин (Johann Georg Keifflin, 1672—1728). Затем, с 1826 по 1837 год, поэт Иоганн Якоб Ягле (Johann Jakob Jägle, 1763—1837) являлся пастором Вильгельмеркирхе. Хор церкви Вильгельма, основанный в 1885 году органистом Эрнстом Мюнхом (Ernst Münch, 1859—1928), постепенно стал известен за пределами региона.